# Lægd
Et lægd (i ældre kilder også stavet læg) var tidligere (indtil værnepligtsloven af 1869) en betegnelse for den mindste inddeling af Danmark i forbindelse med udskrivning til militærtjeneste.
Betegnelsen lægd (afledt af sammenlægning) har siden 1600-tallet været anvendt for det antal gårde, der i fællesskab skulle stille én soldat. Efter en kongelig forordning af 22. februar 1701 var Danmark inddelt i lægder af 20 tønder hartkorn, og ansvaret for soldaterudskrivninger var pålagt godsejerne.
Ved forordning af 20. juni 1788 blev udskrivningsvæsenet for hæren ændret i forbindelse med ophævelsen af stavnsbåndet. Amterne var den øverste administrative enhed, og de blev inddelt i 1656 lægder. Udskrivningen overgik samtidigt fra godsejernes til kongens og statens embedsmænd. Udskrivningen skete herefter på baggrund af folketallet i lægdet. På landet var et lægd oftest sammenfaldende et sogn og fra 1843 i byerne identisk med en købstad.
Ved værnepligtsloven af 6. marts 1869 indførtes seks udskrivningskredse med en ny nummerering af lægder inden for hver kreds i stedet for den hidtidige amtsinddeling. Efter genforeningen i 1920 blev Sønderjylland den 7. udskrivningskreds.

## Lægd og skat under Christian 3. og Frederik 2.
Under Christian 3. og Frederik 2. var i almindelighed alle mandspersoner af landalmuen på over 16 år underkastet udskrivning til krigstjeneste. Dog var adelens ugedagsmænd oftest fritaget. Sædvanligvis lagdes bønderne i lægder, så at der af hver 10., nogle gange endda af hver 5., blev udskrevet 1, der skulle forsynes med våben og underholdning af de andre i lægdet. Denne udskrivning blev ofte forandret til en skat, således at f.eks. hver 20. mand lagdes i lægder og gav kongen 20 mark om måneden til at besolde krigsfolk med.
Hvorvidt kongen behøvede samtykke til at beskatte bønderne i perioden beroede på håndfæstningerne. Efter Christian 3.s og Frederik 2.s håndfæstninger synes de ikke at have behøvet det, bortset fra når de ville lægge skat på adelens fæstere, i hvilket tilfælde rigsrådets samtykke måtte indhentes, eller på adelens ugedagsmænd, hvori den vedkommende adelige selv måtte samtykke. Dog findes samtykke også ofte at være indhentet uden egentlig retlig nødvendighed, nogle gange endda fra bønderne selv, formodentlig for at fremkalde en større beredvillighed til at yde.
Det var i almindelighed lensmanden, men nogle gange også særlige dertil beskikkede mænd, der sørgede for skatternes indkrævning og aflevering. I mangel af betaling anvendtes udpantning som tvangsmiddel.

## Lægdsruller
For hvert lægd førtes en fortegnelse, en lægdsrulle, over de mænd, der kunne udskrives til militærtjeneste i hæren. Lægdsruller er en vigtig kilde for slægtsforskere.
Fra 1701 var amtmanden, amtsforvalteren og godsejeren ansvarlig for at udfærdige områdets lægdsruller.
Fra 1788 havde en lokal lægdsmand, oftest sognefogden, fra 1841 sogneforstanderen, pligt til at føre rullerne over de værnepligtige i lægdet, oftest et sogn men undertiden kun en del heraf. En lægdsforstander sammenskrev rullerne for hele distriktet, hvilket oftest var herredet og fremsendte den til land- og krigskommissæren. Oprindelig var der 4 sådanne kommissærer men fra 1794 var der 6, hver med 3 amter under sig. Disse kommissærer udarbejdede derefter amtsvise oversigter, der i kopi blev fremsendte til henholdsvis amtmanden og den oberst, der havde ansvaret for sessionen samt til generalkrigskommissæren, under Generalitets- og Kommissariatskollegiet, der var øverste leder af udskrivningsvæsenet.
Lægdsrullerne er opdelt i hovedruller og tilgangsruller. Hovedrullerne er fortegnelser over alle værnepligtige i et lægd et givet år. Tilgangsrullerne indeholder de mænd, der er optaget i rullen et givet år, fordi de nåede den værnepligtige alder eller flyttede til lægdet.
For flåden fandtes særskilte lister over befolkningen, der levede af søfart og fiskeri i kystegne, såkaldte sølimiter. I 1802 blev flådens værnepligtige henlagt under det øvrige udskrivningsvæsen, og land- og krigskommissærerne fik navneforandring til land- og søkrigskommissærer.
Lægdsruller fra før 1788 var indrettet således, at de først var inddelt i distrikter efter landsbyer. Derefter var for hver landsby angivet familiens fader, dennes sønner, deres alder højde, opholdssted samt som regel fødested og levevej. Lægdsruller fra 1788 blev først inddelt i lægder, og for hvert lægd blev alle angivet med et løbenummer. Ved revisioner af lægdsrullerne blev henvist til løbenummeret i den tidligere rulle, så samme person kan følges fra rulle til rulle. Hvis en person blev slettet fra rullen, blev årsagen angivet (død, fraflytning). Indtil 1850 skulle drenge optages i rullen ved fødslen og blev slettede fra rullen. Fra 1850 til 1868 blev drenge optaget i rullen efter konfirmationen. Fra 1869 var alderen for optagelse i rullen 17 år. Den seneste alder for sletning fra rullen blev ændret flere gange, varierende fra 36 til 50 år.
Lægdsruller fra før 1788 blev opbevarede på godserne. Lægdsrullerne omfattede kun landboere, idet købstadsborgere skulle gøre tjeneste i den kommunale borgervæbning. Først ved plakat af 10. maj 1843 blev pålagt at føre lægdsruller over værnepligtige, der boede i købstæderne. Almindelig værnepligt blev indført ved lov af 12. februar 1849. I 1850 overtog by- og herredsfogeder opgaven som lægdsforstandere, og land- og søkrigskommissærerne ophørte. I stedet blev oprettet 8 udskrivningsdristrikter, der fra 1869 blev reduceret til 6, hver ledet af en egen udskrivningschef.